# Mount Mather (Alaska)
Der Mount Mather ist ein 3695 m hoher Berg in der Alaskakette in Alaska (USA). Der Berg wurde im Jahr 1947 vom National Park Service (NPS) zu Ehren von Stephen T. Mather, 1917–1929 Direktor des National Park Service, benannt.

## Geografie
Der Berg befindet sich im westlich-zentralen Abschnitt der Alaskakette, knapp 32 km ostnordöstlich vom Denali im Denali-Nationalpark. Die Westflanke wird über den Brooks-Gletscher nach Norden hin entwässert, während die Eismassen der Süd- und Ostflanken zum Eldridge-Gletscher hin abfließen.

## Besteigungsgeschichte
Die Erstbesteigung des Gipfels gelang am 21. Juli 1952 John Humphries, Winslow Briggs, Thayer Scudder und David Bernays vom Östlichen Brooks-Gletscher aus von Westen her über den Nordgrat.